# Neoconcretismo
Neoconcretismo foi um movimento artístico surgido no Rio de Janeiro, Brasil, em fins da década de 1950, como reação ao concretismo ortodoxo defendido pela vertente paulistana do movimento (denominada Grupo Ruptura)
Os neoconcretistas problematizaram a adoção formal de princípios da abstração geométrica a partir de um viés duplo: em relação à Gestalt, operaram uma inclusão da temporalidade nas formas, e um questionamento cada vez mais radical das estruturas que as mantém.  Ao mesmo tempo, a leitura de autores da fenomenologia repensou a condição da arte como experiência, desmontando assim a relação sujeito-método-objeto, o que abriria crescentemente o problema da arte para a inclusão de instâncias sensíveis e sobretudo culturais. Nesse sentido, como afirma Ronaldo Brito, o Neoconcretismo é vértice e ruptura  do projeto construtivo nacional – de um braço estético modernista do desenvolvimentismo para uma radicalidade cada vez mais contemporânea que abandona a geometria e nos anos 60 prenuncia questões da arte conceitual, do minimalismo e da Pop art.  

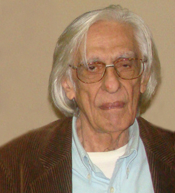
Ferreira Gullar em 2009

Nesse sentido, o neoconcretismo, menos que designar um problema de estilo ou um agrupamento em torno de uma posição de vanguarda fixa, refere-nos ao problema da um questionamento radical do papel da arte e suas relações com a cultura nacional.  A historiografia inicial, no entanto, apostaria na oposição regional (ainda que a suposta ortodoxia dos artistas paulistas seja um clichê que não explica as obras de Geraldo de Barros e Willys de Castro, por exemplo), e na idealização da natureza antiartística e politizada das produções conectadas com o Neoconcretismo nos anos 70.

## As primeiras exposições de arte Neoconcreta
No dia 19 de março de 1959 ocorreu a 1ª Exposição de Arte Neoconcreta, no Museu de Arte Moderna do Rio de Janeiro, com a presença dos sete artistas assinantes do Manifesto. Duas outras exposições nacionais de arte Neoconcreta ocorreram nos anos seguintes: uma em 1960, no Ministério da Educação, no Rio de Janeiro, e outra em 1961, no Museu de Arte Moderna de São Paulo.

## O Manifesto Neoconcreto
Publicado no catálogo da 1ª Exposição de Arte Neoconcreta e lançado no dia da abertura da exposição, O Manifesto Neoconcreto também foi publicado no dia 22 de março de 1959 no Suplemento Dominical do Jornal do Brasil, dirigido por Reynaldo Jardim, participante do movimento. O Manifesto foi assinado por ele mesmo, além de Ferreira Gullar (colunista do jornal), Theon Spanudis, Amílcar de Castro, Franz Weissmann, Lygia Clark e Lygia Pape. 